# CP-300
CP-300 byl domácí počítač od brazilské společnosti Prológica. Oznámen byl v dubnu 1982, na trh byl uveden roku 1983.

## Hardware
Zařízení využívalo procesor Z80A o frekvenci 2 MHz. Mělo 48 kilobajtů RAM a úložiště o velikosti 16 kilobajtů, na kterém byl uložen interpret BASICu. CP-300 podporoval dvě rychlosti přenosu dat - 500 a 1500 baudů.
Vstup zajišťovala klávesnice o 55 klávesách (včetně mezerníku). Periferie šlo k zařízení připojovat díky sériovému portu RS-232C. Jako výstupní zařízení mohly sloužit černobílé či barevné televizory, barevný výstup ale nebyl podporován. Počítač měl tři grafické režimy:
- normální: 16 řádků po 64 znacích
- rozšířený: 16 řádků o 32 znacích
- grafický: 48 řádků o 128 znacích

O zvuk se staral reproduktor s možností nastavení hlasitosti, jehož efektivní hodnota výstupního výkonu byla 1,5 W. Napájecí zdroj umožňoval zařízení používat při napětí 115 - 230 voltů.
Počítačová skříň byla zhotovena z akrylonitrilbutadienstyrenu.

## Software
CP-300 běžel na programovacím jazyce BASIC Level II; po připojení disket podporoval i DOS-500, operační systém od Prológicy kompatibilní s TRS-DOS.
Na rozdíl od CP-200 nebyl CP-300 kompatibilní se ZX81, ale s TRS-80 Model III. Byl také kompatibilní s velkým množstvím softwaru vyvinutého pro CP-500.

## Periferie
Poznámka: Seznam níže není kompletní.
- Paralela 300 (paralelní port k připojení např. tiskáren)
- Serial 300 (sériový port k připojení modemů, tiskáren, apod.)
- Controlador 300 (mechanika o kapacitě až 4 disků, každý s maximální kapacitou 175 kilobajtů)
- Joy Stick 300 (joystick)
- MV 300 (monochromatický monitor na bázi zeleného fosforu)
- Sistema Mestre 300 (disk umožňující používání všech periferií)